# 657

## Nașteri
- dată necunoscută: Ansprand al longobarzilor  (d. 712)

## Decese
- 4 iunie: Papa Eugen I  (n. ?)
- dată necunoscută: Salman Persanul  (n. 568)
- dată necunoscută: Clovis al II-lea  (n. 635)